# Gryllacris elongata
Gryllacris elongata är en insektsart som beskrevs av Fritze 1908. Gryllacris elongata ingår i släktet Gryllacris och familjen Gryllacrididae. Inga underarter finns listade i Catalogue of Life.